# Odontolochus setulosus
Odontolochus setulosus är en skalbaggsart som beskrevs av S. Endrödi 1964. Odontolochus setulosus ingår i släktet Odontolochus och familjen Aphodiidae. Inga underarter finns listade i Catalogue of Life.